# Ностальжи (радиостанция)
Радио России Ностальжи — FM-радиостанция, существовавшая в московском эфире с 30 апреля 1990 года по 7 ноября 2000 года. Была российской версией радиостанции «Nostalgie», изначально созданной 16 сентября 1983 года во Франции.
В период расцвета радио «Ностальжи» вещало почти в 100 городах России и СНГ.

## История
В одной из командировок во Францию Сергею Мешкову, тогда сотруднику французской редакции Иновещания Гостелерадио СССР, подсказывают, что радио «Nostalgie», существующее с 1983 года, ищет возможности расширения вещания. Мешков идёт по адресу и на его везение ему удается переговорить с Фредериком Костом, директором по развитию и правой рукой основателя Nostalgie Пьера Альберти. Интерес взаимен, и в марте 1990 года во Франции руководитель Иновещания А. С. Плевако подписал с французской стороной договор о совместном проекте, несмотря на сопротивление других руководителей Гостелерадио.
До выхода в FM-диапазон (100.5 МГц), с 30 апреля 1990 года до 1 января 1993 года радиостанция выходила в эфир на средних волнах, на частоте 963 кГц (311 м), а с середины 1994 года началось вещание в диапазоне УКВ, на частоте 70,19 МГц.
В 1991 году из-за возникших финансовых трудностей С. Мешков и И. Овруцкий предложили содиректору «Радио России» А. Нехорошеву перезапустить станцию с новым названием. В 1992 году были проведены подготовительные работы, подписан договор с французской стороной, найдены помещения для студии на Шаболовке, приглашены первые работники и 1 января 1993 года на частоте 100,5 FM в Москве вышла обновлённая радиостанция под названием «Радио России Ностальжи».
Эфир «Радио России Ностальжи» являлся поистине уникальным, потому что многие из песен ушедших десятилетий, звучавших на «Ностальжи», не имеются в фонотеке ни одной другой радиостанции Москвы. Большое место в музыкальном ряду «Ностальжи» принадлежало французской музыке второй половины двадцатого века. Регулярно в эфире «Ностальжи» звучали песни в исполнении Эдит Пиаф, Мирей Матье, Далиды, Сильви Вартан, Франс Галль, Франсуазы Арди, Вероник Сансон и многих других выдающихся исполнителей XX века.
С начала 2000 года из эфира радиостанции исчезли все программы (кроме новостей) и ведущие, и несколько месяцев на волне звучала музыка нон-стоп. Этот период на станции был отмечен трансформацией формата в сторону классического диско, что не могло не найти отклик у искушённых слушателей. Произошло это в связи с тем, что в тот период программным директором был назначен Константин Голубенков, в последнее время более известный как DJ Цепа. Французская радиокомпания «Nostalgie» вышла из числа учредителей «Радио России Ностальжи». 22 февраля того же года в эфире радиостанции неожиданно появились джинглы под названием «Радио Сто и Пять», но прозвучали ненадолго и через некоторое время вернулись прежние джинглы под названием «Ностальжи», как было раньше. 7 марта того же года региональное вещание радиостанции было прекращено из-за долгов. А в ноябре того же года радиостанцию купила компания «Ultra Production», которая в полночь с 6 на 7 ноября прекратила вещание «Ностальжи». Последней песней, прозвучавшей в эфире радио, стала «Ностальжи» Хулио Иглесиаса. 7 ноября в 15.00 на её частоте был запущен проект «Радио ULTRA».
После того, как в 2004 годy прекратило вещание и «Ultra», российские радиопродюсеры планировали возобновить вещание «Ностальжи» на этой же частоте, однако их французские коллеги от этого предложения отказались. В 2003 году творческий коллектив «Радио Ретро» вступил в переговоры с французскими коллегами. В результате переговоров было решено объединить эфир радиостанций «Радио Ретро» и «Ностальжи», чередуя советскую/российскую музыку с зарубежной. В результате объединения эфиров двух радиостанций, на частоте 88.3 FM в Москве с 29 мая 2003 года стала вещать радиостанция Ретро FM, а на частоте 100.5 FM 8 ноября 2004 года вышло радио Best FM.
После того, как российское «Ностальжи» перестало существовать, часть его ведущих перешла работать на радиостанцию «Маяк». Один из главных «франкофонов» радиостанции, переводчик и журналист Андрей Баршев работал на «Маяке» вплоть до своей смерти в октябре 2006 года.

## «Ностальжи» в других городах
Несмотря на прекращение вещания «Ностальжи» на Москву (6 ноября 2000 года), Самару (10 мая 2003 года), Красноярск (31 декабря 2006 года), Тольятти (3 марта 2004 года), Санкт-Петербург (1 августа 2001 года), Южно-Сахалинск (2001 год), радиостанция на сегодняшний день продолжает вещать в Перми (вещание там началось 27 сентября 1996 года на частоте 101,5 FM) и Махачкале (вещание там началось в 2010 году). Эфир этих версий радиостанции полностью формируется силами их работников.
Также известно о вещании «Ностальжи» в некоторых странах СНГ, в частности, на частоте 99,0 FM в Киеве (Украина), а также в Алма-Ате (Казахстан) на частоте 101,8 FM (с 7 марта 2013 по 1 августа 2015 года) и в Армении.

## Смежные проекты
- В 1993 году продюсером и режиссёром Олегом Рясковым по договорённости с руководством радиостанции был начат выпуск телепрограмм «Ностальжи. Музыка всех поколений» на канале РТР. Ведущими были Павел Андреев (1993) и Владимир Туз (1993—1997).
- В 1994 году в Москве на Чистопрудном бульваре было открыто кафе самообслуживания «Ностальжи», через несколько лет ставшее рестораном («Art Club Nostalgie»). Приглашение туда можно было выиграть в эфире «Радио Ностальжи».

## Руководство и сотрудники
В 1990 году участие в создании радиостанции принимали Сергей Мешков, Марат Гойхман, Игорь Овруцкий и Сергей Пехтерев.
- С 1990 года должность Генерального директора «Ностальжи-Москва» занимал Сергей Мешков.
- С 1992 года по 1996 год Президентом (Председателем правления) «Радио России-Ностальжи» был Александр Нехорошев.
- С 1992 года по 1997 год Генеральным директором «Радио России-Ностальжи» был Владимир Чуриков; с 1998 года — Ирина Герасимова; с 1999 года — Михаил Черваков.

Программный директор — Игорь Овруцкий. Техническая дирекция — Сергей Пехтерев. Технический директор — Виктор Фролов.
Звукорежиссёры — Наталья Борисова, Илья Грачёв, Павел Михайловский, Сергей Сильников, Сергей Попов, Василий Подгузов, Сергей Ермаков, Василий Гуров, Михаил Казанцев.
Музыкальные редакторы — Оксана Гончарова, Геннадий Фадеев, Кирилл Буканов, Александр Подгузов, Кирилл Карпов, Константин Голубенков.
PR-менеджер — Анна Малинина.

## Ведущие

### Музыкальный эфир
- Павел Андреев (1993—2000, род. 7 декабря 1963 года)
- Андрей Баршев (1990—2000)
- Владимир Туз
- Андрей Иванов (1992—2000)
- Андрей Борисёнок
- Евгений Борисов
- Наталья Истарова
- Татьяна Кильбург (1992—2000, род. 9 апреля 1968 года)
- Анатолий Кузичев
- Ксения Ларина (1990—1991)
- Андрей Норкин (род. 25 июля 1968 года)
- Юлия Норкина
- Кирилл Поздняков
- Татьяна Сырова (род. 5 января 1947, ум. 3 июня 2015 года)
- Анатолий Токмаков
- Андрей Кузнецов

### Служба информации
- Андрей Белькевич
- Марина Богданова (Радио России)
- Дмитрий Борисов (Радио России)
- Сергей Данилевич
- Михаил Зеленский
- Станислав Калякин
- Александр Козин
- Евгения Кондратьева (Радио России)
- Алла Кротова
- Андрей Мельников (Радио России)
- Василий Мичков
- Сердар Овлякулиев (Радио России)
- Наталья Огаджанянц
- Георгий Совцов (Радио России)
- Марина Хомутова (Радио России)
- Георгий Цихисели
- Наталья Лебединец
- Екатерина Тихонова
- Светлана Лазарева

## Программы
В разные периоды в эфире на «Радио России-Ностальжи» выходили следующие программы:
- «Билет до станции „Вчера“» (Анатолий Токмаков);
- «Бирюльки» (Павел Андреев);
- «Вас вызывает Таймыр» (Павел Андреев);
- «Голубая гостиная» (Ксения Ларина);
- «День за днём» (радиоверсия одноименного утренне-дневного канала на ТВ-6);
- «Доля правды» (Павел Андреев);
- «Латинский квартал»;
- «Ломберный столик» (Павел Андреев);
- «Музыкальный автомат» («Jukebox Nostalgie») (Андрей Баршев);
- «Музыкальный бар» (Татьяна Кильбург);
- «Ностальжи-бистро» (Андрей Баршев);
- «О чём поют французы» (Андрей Баршев);
- «Открытая виза» (Татьяна Сырова);
- «По утру» (Анатолий Кузичев, Екатерина Тихонова);
- «Советы Алисы» (Алиса Каленова);
- «Таинственный силуэт» (Кирилл Поздняков);
- «Тет-а-тет» (Павел Андреев);
- «Фуршет» (Татьяна Сырова);
- «Шарм» (Татьяна Сырова).